# Jennifer Ouellette
Jennifer Ouellette (nascida em 17 de maio de 1964) é uma escritora de ciência de Los Angeles, Califórnia. Seus escritos são destinados ao público que não está familiarizado com questões científicas complexas.

## Vida e Carreira

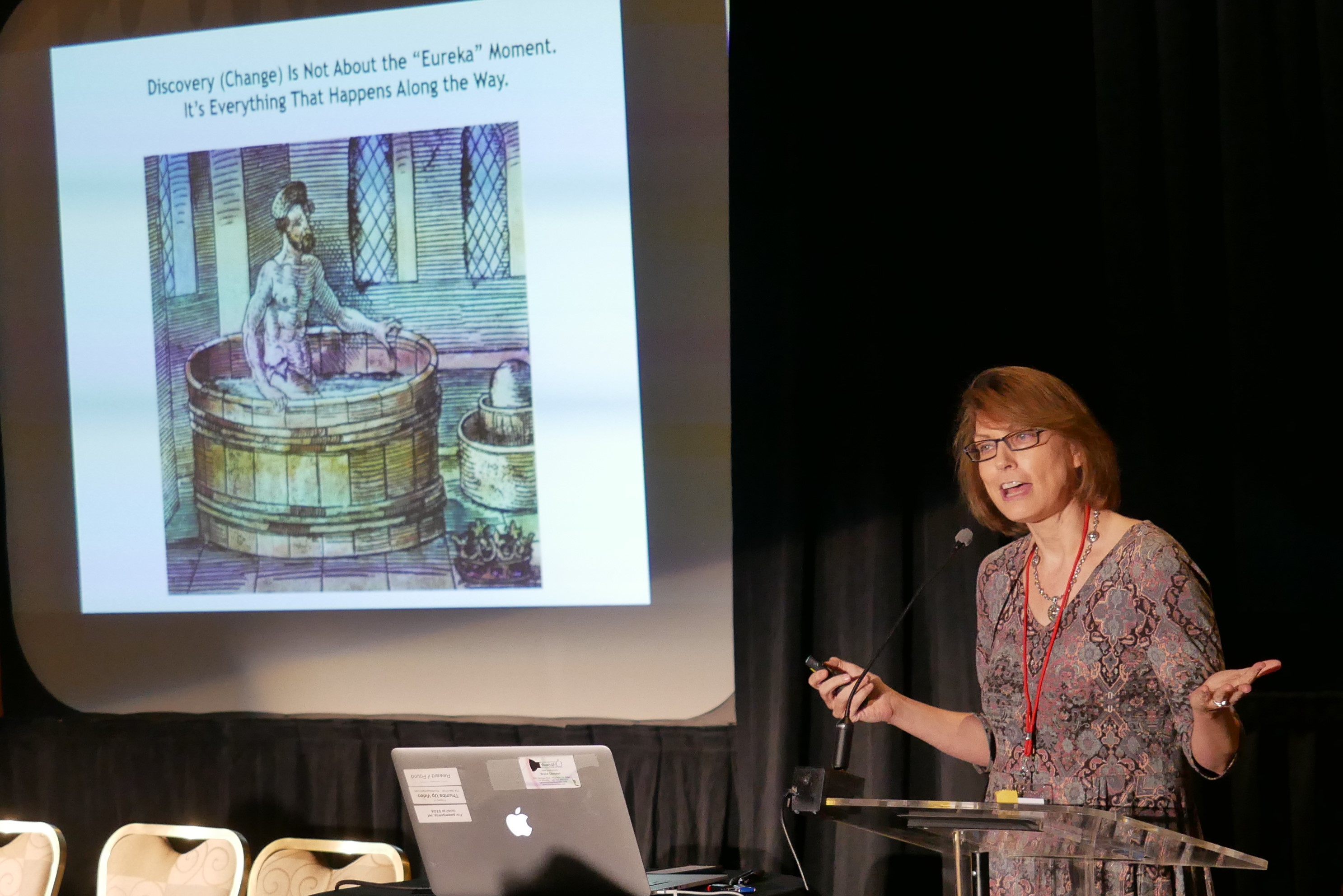
Jennifer na oitava Freethought Alliance Conference, em 2018.

Ouellette é ex-diretora da Science & Entertainment Exchange, uma iniciativa da Academia Nacional de Ciências (NAS, em inglês) projetada para conectar profissionais da indústria do entretenimento com os melhores cientistas e engenheiros para ajudar na criação de programas de televisão, filmes, jogos, e outras produções que incorporam a ciência em seu trabalho. "A Academia Nacional está esperando promover basicamente esta tendência atual na televisão e obter mais interações entre a ciência e Hollywood, na esperança de mudar o modo como a ciência e os cientistas são retratados". "Queremos Hollywood basicamente nos ajudando a inspirar as pessoas e levá-las a se interessar na ciência e no racionalismo, para que elas, em seguida, passem a ler mais e se tornarem mais educadas".
Ela também atuou como jornalista, residindo no Kavli Institute for Theoretical Physics em 2008 e trabalhou no Novo México com a Santa Fe Science Writing Workshop como um instrutor em 2009.
De 1995 até 2004, ela era uma editora contribuinte da revista The Industrial Physicist, publicado pelo American Institute of Physics. No Podcast Meet the Skeptics! seu marido, o físico Sean Carroll, disse: "Ela era uma grande pessoa, mas sem qualquer embasamento científico... enquanto trabalhava como jornalista freelancer em Nova York, ela foi contratada pela American Society of Physics, e depois descobriu que era mais fácil ensinar física para pessoas que sabiam escrever do que para ensinar a escrever a pessoas que conheciam física". Ela é atualmente uma escritora freelancer que contribui com assuntos relacionados a física com artigos em uma variedade de publicações como Physics World, Discover Magazine, New Scientist', Physics Today', e The Wall Street Journal.
Ouellette também participa de uma variedade de entrevistas on-line e ao vivo, tais como a Science Friday, rádio SETI com Seth Shostak, e no painel de discussões da The Amaz!ng Meeting do Dragon Con, Center for Inquiry, e da National Association of Science Writers. Ela apareceu no NOVA em 2008 e no The Late Late Show with Craig Ferguson em 11 de fevereiro de 2011 discutindo sobre seu livro The Calculus Diaries e ganhando uma cobiçado prêmio Golden Mouth Organ. Ela também tem um blog, "Cocktail Party Physics: Physics with a twist", onde ela e outras mulheres colaboradoras conversam sobre as notícias recentes da ciência. "Você acabou de dizer que entretem histórias e tece a ciência de uma maneira a levar as pessoas a se familiarizarem e interessarem no que é normalmente um assunto assustador para elas".
Em setembro de 2015, Ouellette anunciou um novo papel como editoa sênior para a Gizmodo Science.

## Livros
- Black Bodies and Quantum Cats: Tales from the Annals of Physics, Penguin Books (New York, NY), 2005. ISBN 978-0143036036
- The Physics of the Buffyverse, illustrated by Paul Dlugokencky, Penguin Books (New York, NY), 2006. ISBN 0143038621
- The Calculus Diaries: How Math Can Help You Lose Weight, Win in Vegas, and Survive a Zombie Apocalypse, Penguin Books, 2010. ISBN 978-0143117377
- The Best Science Writing Online 2012, (editor), Scientific American /Farrar, Straus and Giroux (New York, NY), 2012. ISBN 978-0374533342
- Me, Myself, and Why: Searching for the Science of Self, Penguin Books (New York, NY), 2014. ISBN 978-0143121657